# Nothing to Lose (Eddie Money)
Nothing to Lose é o sétimo álbum de estúdio do cantor de rock estadunidense Eddie Money, lançado em 1988. O hit top-dez "Walk on Water" conta com uma participação especial de um dos integrantes da banda que participou do primeiro álbum de Money: Jimmy Lyon na guitarra líder. Chegou à 49.ª posição no Billboard Top 200.

## Faixas
1. "Walk on Water" - 4:43
2. "Magic" - 4:41
3. "The Love in Your Eyes" - 4:09
4. "Let Me In" - 4:58
5. "Boardwalk Baby" - 5:08
6. "Forget About Love" - 4:43
7. "Pull Together" - 4:46
8. "Far Cry from a Heartache" - 4:40
9. "Bad Boy" - 3:26
10. "Dancing with Mr. Jitters" - 4:37

## Singles
- "Walk on Water" (1988) 9ª posição nos Estados Unidos
- "The Love in Your Eyes" (1989) 24ª posição nos Estados Unidos
- "Let Me In" (1989) 60ª posição nos Estados Unidos

## Créditos (lista imcompleta)
- Eddie Money: Vocais, teclado, Saxofone
- Tommy Girvin: Guitarra
- Jimmy Lyon: Guitarra na faixa "Walk On Water"
- Jesse Harms: Teclado